# ATC S03 – Szemészeti és fülészeti készítmények
Az ATC S03 – Szemészeti és fülészeti készítmények a gyógyszerek anatómiai, gyógyászati és kémiai osztályozási rendszerének (ATC) egyik alcsoportja.
| ATC S   | Érzékszervek                         |
| ------- | ------------------------------------ |
| ATC S01 | Szemészeti készítmények              |
| ATC S02 | Fülészeti készítmények               |
| ATC S03 | Szemészeti és fülészeti készítmények |

## S03A Fertőzés elleni szerek

### S03AA 	Fertőzés elleni szerek
| ATC     | Magyar                               | INN                                  | Gyógyszerkönyv                                                                             |
| ------- | ------------------------------------ | ------------------------------------ | ------------------------------------------------------------------------------------------ |
| S03AA01 | Neomicin                             | Neomycin                             | Neomycini sulfas                                                                           |
| S03AA02 | Tetraciklin                          | Tetracycline                         | Tetracyclinum, Tetracyclini hydrochloridum                                                 |
| S03AA03 | Polimixin B                          | Polimyxyn B                          |                                                                                            |
| S03AA04 | Klórhexidin                          | Chlorhexidine                        | Chlorhexidini diacetas, Chlorhexidini digluconatis solutio, Chlorhexidini dihydrochloridum |
| S03AA05 | Hexamidin                            | Hexamidine                           | Hexamidini diisetionas                                                                     |
| S03AA06 | Gentamicin                           | Gentamicin                           | Gentamicini sulfas                                                                         |
| S03AA07 | Ciprofloxacin                        | Ciprofloxacin                        | Ciprofloxacinum, Ciprofloxacini hydrochloridum                                             |
| S03AA08 | Klóramfenikol                        | Chloramphenicol                      | Chloramphenicolum, Chloramphenicoli natrii succinas                                        |
| S03AA30 | Fertőzés elleni szerek kombinációban | Fertőzés elleni szerek kombinációban | Fertőzés elleni szerek kombinációban                                                       |

## S03BKortikoszteroidok

### S03BAKortikoszteroidok
| ATC     | Magyar      | INN           | Gyógyszerkönyv |
| ------- | ----------- | ------------- | --- |
| S03BA01 | Dexametazon | Dexamethasone | Dexamethasonum, Dexamethasoni acetas, Dexamethasoni isonicotinas, Dexamethasoni natrii phosphas                       |
| S03BA02 | Prednizolon | Prednisolone  | Prednisolonum, Prednisoloni acetas, Prednisoloni natrii phosphas, Prednisoloni pivalas                                |
| S03BA03 | Betametazon | Betamethasone | Betamethasonum, Betamethasoni acetas, Betamethasoni dipropionas, Betamethasoni natrii phosphas, Betamethasoni valeras |

## S03C 	Kortikoszteroidok és fertőzés elleni szerek kombinációi

### S03CA Kortikoszteroidok és fertőzés elleni szerek kombinációi
S03CA01 Dexametazon és fertőzés elleni szerek
S03CA02 Prednizolon és fertőzés elleni szerek
S03CA04 Hidrokortizon és fertőzés elleni szerek
S03CA05 Fludrokortizon és fertőzés elleni szerek
S03CA06 Betametazon és fertőzés elleni szerek